# تشاه دراز (دجغان)
تشاه دراز (بالفارسية: چاه دراز) هي قرية تقع في إيران في بلدة دزكان. يقدر عدد سكانها بـ 188 نسمة .